# Premio Pulitzer 1969
Quella del 1969 fu la cinquantatreesima assegnazione dei Premi Pulitzer e vide il conferimento di sedici premi in altrettante categorie, nove relative al mondo del giornalismo e sette relative al mondo della letteratura e della musica.
In quest'edizione, la giuria fu composta da 13 membri, tra cui il presidente della Columbia University, Andrew W. Cordier, e fu presieduta da Joseph Pulitzer, redattore del St. Louis Post-Dispatch nonché omonimo figlio del fondatore dei premi Pulitzer, Joseph Pulitzer.

## Giornalismo
- Pubblico servizio:

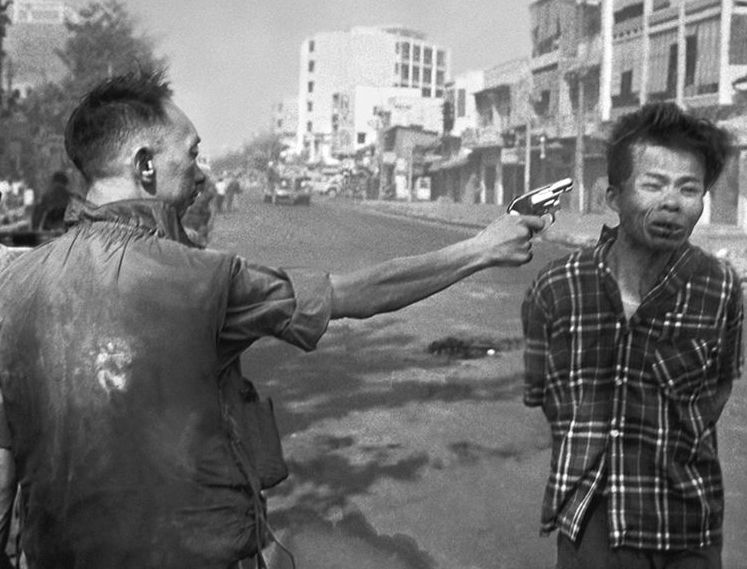
Lo scatto vincitore del premio per la miglior fotografia di ultim'ora, ritraente l'esecuzione di Nguyễn Văn Lém

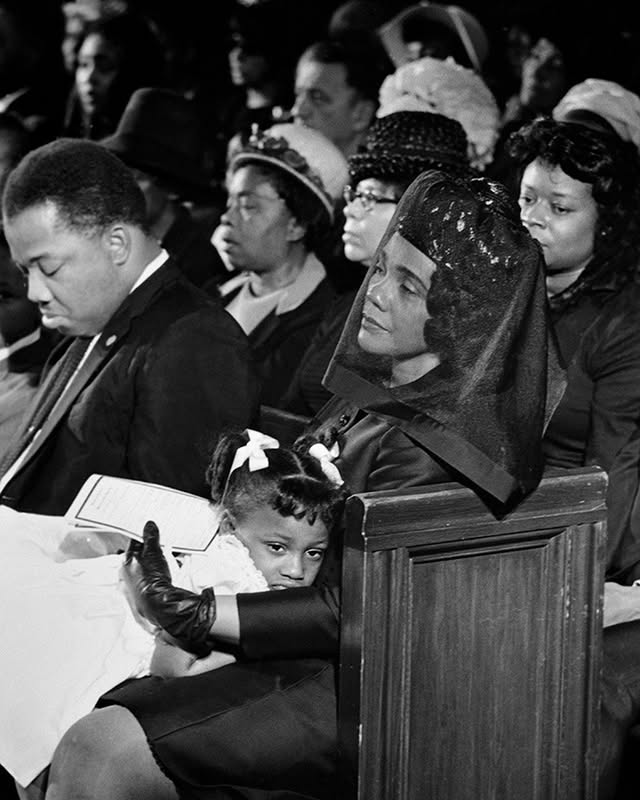
Lo scatto vincitore del premio per il miglior servizio fotografico, ritraente Coretta Scott King e Bernice King al funerale di Martin Luther King Jr.

  - Los Angeles Times, per la denuncia di illeciti commessi all'interno delle Commissioni dell'amministrazione della città di Los Angeles, che hanno portato alle dimissioni o alle condanne penali di alcuni loro membri, nonché alla messa in atto di diverse riforme.[3]
- Giornalismo locale di cronaca o di ultim'ora:
  - John Fetterman, del The Louisville Times e del The Courier-Journal, per il suo articolo Pfc. Gibson Comes Home, che narra la storia di un soldato statunitense impegnato nella guerra del Vietnam, il cui corpo è stato riportato nella città natale per la sepoltura.
- Giornalismo locale investigativo specializzato:
  - Al Delugach e Denny Walsh, del St. Louis Globe-Democrat, per la loro campagna contro la frode e l'abuso di potere all'interno del sindacato St. Louis Steamfitters Union, Local 562.
- Giornalismo nazionale:
  - Robert Cahn, del The Christian Science Monitor, per la sua indagine sul futuro dei parchi nazionali statunitensi e sui metodi che potrebbero contribuire a preservarli.
- Giornalismo internazionale:
  - William Tuohy, del Los Angeles Times, per il suo servizio di corrispondente dal teatro della guerra del Vietnam svolto nel 1968.
- Editoriale:
  - Paul Greenberg, del Pine Bluff Commercial, per gli encomiabili editoriali scritti nel corso del 1968.
- Vignetta editoriale:
  - John Fischetti, del Chicago Daily News, per le vignette editoriali da lui realizzate nel corso del 1968.
- Fotografia di ultim'ora:
  - Edward T. Adams, dell'Associated Press, per la fotografia intitolata Saigon Execution.
- Servizio fotografico:
  - Moneta Sleet Jr., di Ebony, per la fotografia della moglie e della figlia di Martin Luther King Jr. mentre presenziano ai funerali di quest'ultimo. Nonostante fosse stata pubblicata su un mensile e non su un quotidiano, la fotografia fu comunque premiata perché distribuita ai quotidiani tramite l'Associated Press.

## Letteratura, drammaturgia e musica
- Narrativa:
  - House Made of Dawn, di N. Scott Momaday (Harper).
- Drammaturgia:
  - The Great White Hope, di Howard Sackler (Dial).
- Storia:
  - Origins of the Fifth Amendment, di Leonard W. Levy (Oxford University Press).
- Biografie o Autobiografie:
  - The Man From New York: John Quinn and His Friends, di Benjamin Lawrence Reid (Oxford University Press).
- Poesia:
  - Of Being Numerous, di George Oppen (New Directions).
- Saggistica:
  - The Armies of the Night, di Norman Mailer (World).
  - So Human An Animal, di Rene Jules Dubos (Scribner).
- Musica:
  - String Quartet No. 3, di Karel Husa (Associated Music Publishers), eseguita per la prima volta dal Fine Arts Quartet il 14 ottobre 1968 presso il Goodman Theatre di Chicago.